# Villez-sous-Bailleul
Villez-sous-Bailleul è un comune francese di 312 abitanti situato nel dipartimento dell'Eure nella regione della Normandia.

## Società

### Evoluzione demografica
Abitanti censiti